# Табенська Юлія Олександрівна
Юлія Олександрівна Табенська (нар. 25 листопада 1979, Кам'янець-Подільський) — українська живописиця, художниця книги, дизайнерка, педагогиня. Членкиня Спілки дизайнерів України (2015).

## Біографія
Народилась в Кам'янці-Подільському 25 листопада 1979 р.
Закінчила Національний технічний університет України «Київський політехнічний інститут імені Ігоря Сікорського», видавничо-поліграфічний факультет, кафедра книжкової графіки (1998—2002); Українську академію друкарства, факультет видавничо-поліграфічної та інформаційної технології, кафедра книжкової графіки та дизайну друкованої продукції (2003—2005). Викладачами художниці були Б. В. Валуєнко, В. П. Перевальський, О. І. Мікловда, Б. М. Негода. Коло митців, серед яких працювала: Наталія Урсу, Володимир Лашко, Наталя Лашко, Антоніна Штогрин, Іван Гуцул.
З 2007 р. працює в Кам'янець-Подільському національному університеті ім. Івана Огієнка, викладає дизайн поліграфічної продукції, типографіку, художньо-прикладну графіку.
Учасниця регіональних, всеукраїнських та міжнародних виставок і проєктів.
2015 р. виборола грантову стипендію Міністра культури Польщі GAUDE POLONIA і піврічне стажування, яке передбачало створення великого проєкту у сфері АРТ-книжки. Проєкт носив назву «REDUX Фантомні спогади» і був присвячений подільському графу Ігнацію Мархоцькому, який, опинившись між двома імперіями, Російською та Австро-Угорською, у XVIII ст. створив свій ідеальний простір — Миньковецьку державу. Ідею реалізовано в майстерні проєктування книги Краківської академії мистецтв імені Яна Матейки, під керівництвом доктора Дороти Огоновської.

## Творчість
Працює в техніці колажу та змішаній техніці. З 2006 р. займається арт-книгою — працює в жанрі малотиражної авторської книжки («книга художника» або «артбук»). Дві арт-книги художниці знаходиться в постійній експозиції в Музеї книги та друкарства України.
В оформленні творів часто використовує старовинні зображення Кам'янця-Подільського та символи Поділля.

### Вибрані твори
- «Подорожній архів Марко Поло» (за мотивами твору Італо Кальвіно «Незримі Міста»),
- «Малороссійський словник М. В. Гоголя»,
- карти «Terra Heroica».

### Персональні проєкти
- виставковий проєкт «Споглядання» (спільно з Оленою Карасюк). Галерея «Дім Миколи», Київ, Україна (2004);
- презентація проєкту «Незримі міста». Українська академія друкарства, м. Львів, Україна (2005);
- персональна виставка «Незримі міста». Виставковий зал «Вірменська криниця», Кам′янець-Подільській, Україна (2009).

### Видання
В рамках національного мистецького проєкту (культурної платформи) Ковчег «Україна» (засновники Ярина Винницька та Дмитро Осипов) оформила та проілюструвала:
- Артбук «Скриня. Речі сили» (Видавництво Старого Лева)[3][4] — одна з найкращих книжок 23-го Форуму видавців (Львів, 2016)[5], Спеціальна відзнака міського голови м. Львів Андрія Садового[6] ;
- Дитячий артбук «Наречена» (Terra Incognita, 2017)[7] — особлива відзнака Львівського журі конкурсу Найкраща книга Форуму видавців 2017[8]; Найкраща книга в номінації «Дитяче свято» (пізнавальна та розвиваюча книга) Всеукраїнського рейтингу «Книга року»[9];
- Дитячий артбук «У країні сирних коників» (Різдвяна казка зі Львова) — спільно з художниками Олегом Денисенком та Остапом Лозинським (Terra Incognita, 2017);
- Артбук «Ковчег „Україна“» (соавт. ; Видавництво Ковчег, 2021).

## Участь у конкурсах, фестивалях

### Росія
- 5-та Московська Міжнародна виставка-ярмарок «Книга художника», Центральний будинок художника, Москва (2009);
- 6-та Московська Міжнародна виставка-ярмарок «Книга художника», Центральний будинок художника, Москва (2010);
- «Иные языки, иные книги» в рамках 1-ї Південно-Російської бієннале сучасного мистецтва, Ростовський обласний музей краєзнавства, м. Ростов-на-Дону (2010);
- ІІ московський фестиваль вільних видавців «boo. букви, звуки, цацки»;
- виставка «Простір тексту». «Галерея на Солянке», Москва (2010);
- виставка авторської книги «Ручная книга — 2», Державний музей-заповідник «Царицино», Москва (2010);
- виставка «Гоголь. Послесловие к юбилею». Державний Літературний музей, Москва (2010);
- виставка авторської книги «Ручная книга». Воронезький державний університет, Воронеж (2010);
- виставка «К\Х». Музей сучасного мистецтва «Эрарта», С-Петербург (2011);
- виставка «Будущее бумаги. Россия/Украина». Музей «Тульський некрополь», Тула (2012).

### Україна
- Спільна виставка молодих художників. Ратуша, Кам′янець-Подільській (2001);
- виставка «Інші слова». Галерея «Акварель», Київ (2004);
- виставка «Книга художника» в рамках «Форуму видавців 2010», Львів (2010);
- виставка «Арт-Книга». Музей книги та друкарства України, Київ (2010);
- міжнародний проєкт «Майбутнє паперу». Музей книги та друкарства України, Київ (2012).